# Čistírna odpadních vod Boletice (Děčín)
Čistírna odpadních vod Boletice na pravém břehu Labe v jižní části Děčína je mechanicko-biologická čistírna odpadních vod přiváděných městskou kanalizací z celého města a části městyse Jílového. Otevřena byla 22. května 2001. Čistírna je vybavená technologií, která plně vyhovuje všem současným legislativním nárokům na účinnost čištění odpadních vod.

## Popis
Čistička využívá k přečištění znečištěné vody mechanicko-biologickou metodu. Včetně regenerace kalu, biologickým odstraňováním fosforu, denitrifikací, nitrifikací, anaerobní stabilizací kalu, zahuštěním a odvodněním kalu. Je na ní napojeno cca 45 000 obyvatel a její projektovaná kapacita činí 68 000 EO (ekvivalentních obyvatel), přičemž v areálu je rezerva pro rozšíření až na 92 000 EO. Průměrný přítok je 157,5 l/s (13 607 m³/den), maximální 472,5 l/s. Průtok čistírnou je gravitační.

### Účinnost čističky
| Ukazatel | Přítok (t/rok) | Odtok (t/rok) | Účinnost |
| -------- | -------------- | ------------- | -------- |
| BSK5     | 442,08         | 6,68          | 98,49    |
| CHSK     | 1 360,28       | 112,83        | 91,71    |
| NL       | 299,9          | 19,76         | 93,41    |
| N-NH4+   | 105,18         | 2,55          | 97,58    |
| NC       | 143,16         | 44,75         | 68,74    |
| PC       | 20,31          | 4,64          | 77,17    |

- BSK5 - 'biochemická spotřeba kyslíku za 5 dní'. Prozrazuje množství kyslíku, které je potřeba k úplné oxidaci biologicky odbouratelných látek v odpadní vodě.
- CHSK - 'chemická spotřeba kyslíku'. Je ukazatel znečištění, jehož hodnota říká, jak velká část znečištění je organického původu.
- NL - 'nerozpuštěné látky'. Je ukazatel, jehož hodnota vypovídá, kolik se nerozpuštěných látek ve vodě nachází.
- N-NH4+ - obsah amoniakálního dusíku.
- NC - celkové množství dusíku.
- PC - celkové množství fosforu.

## Galerie

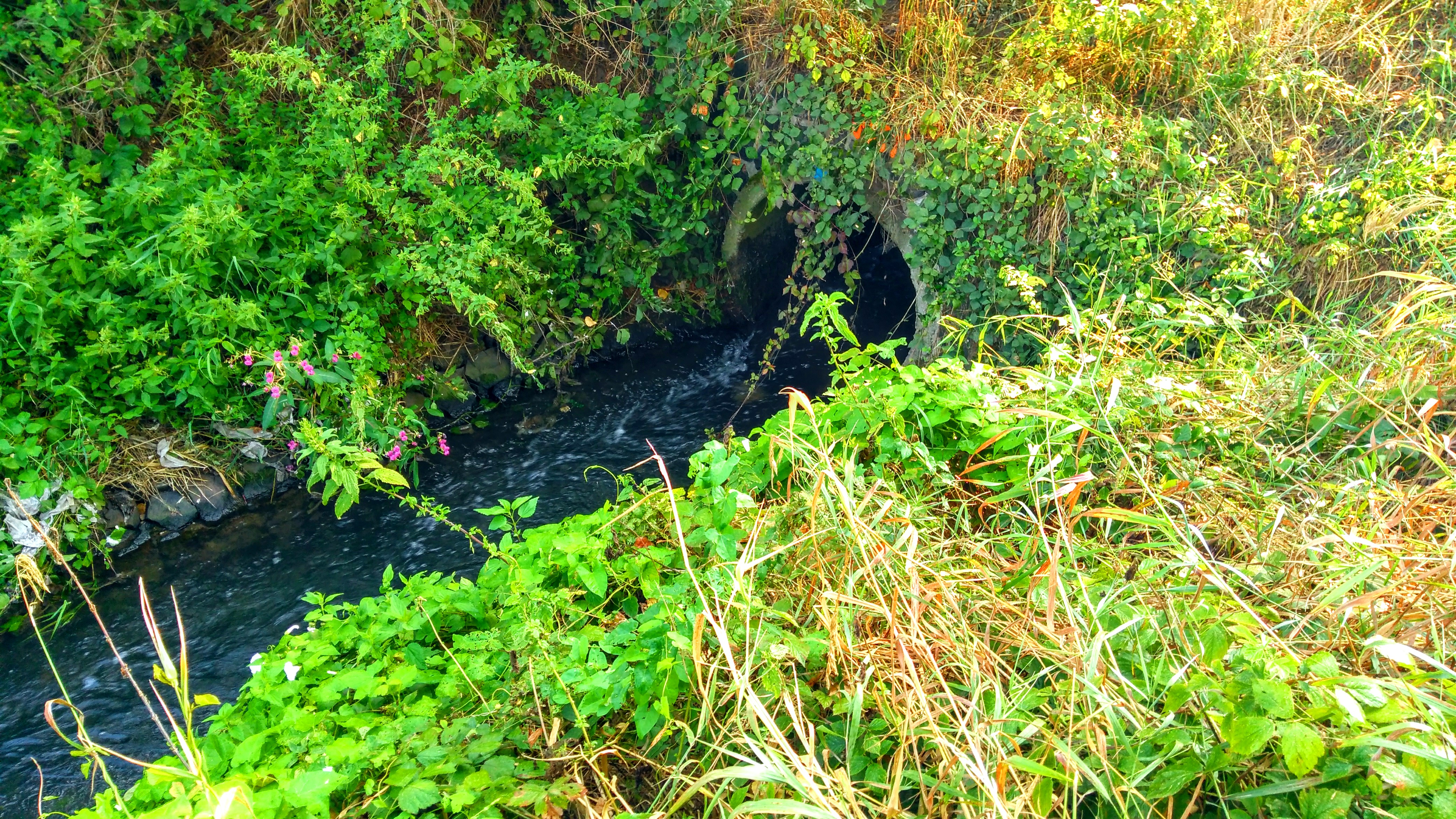
Výpust přečištěné vody.
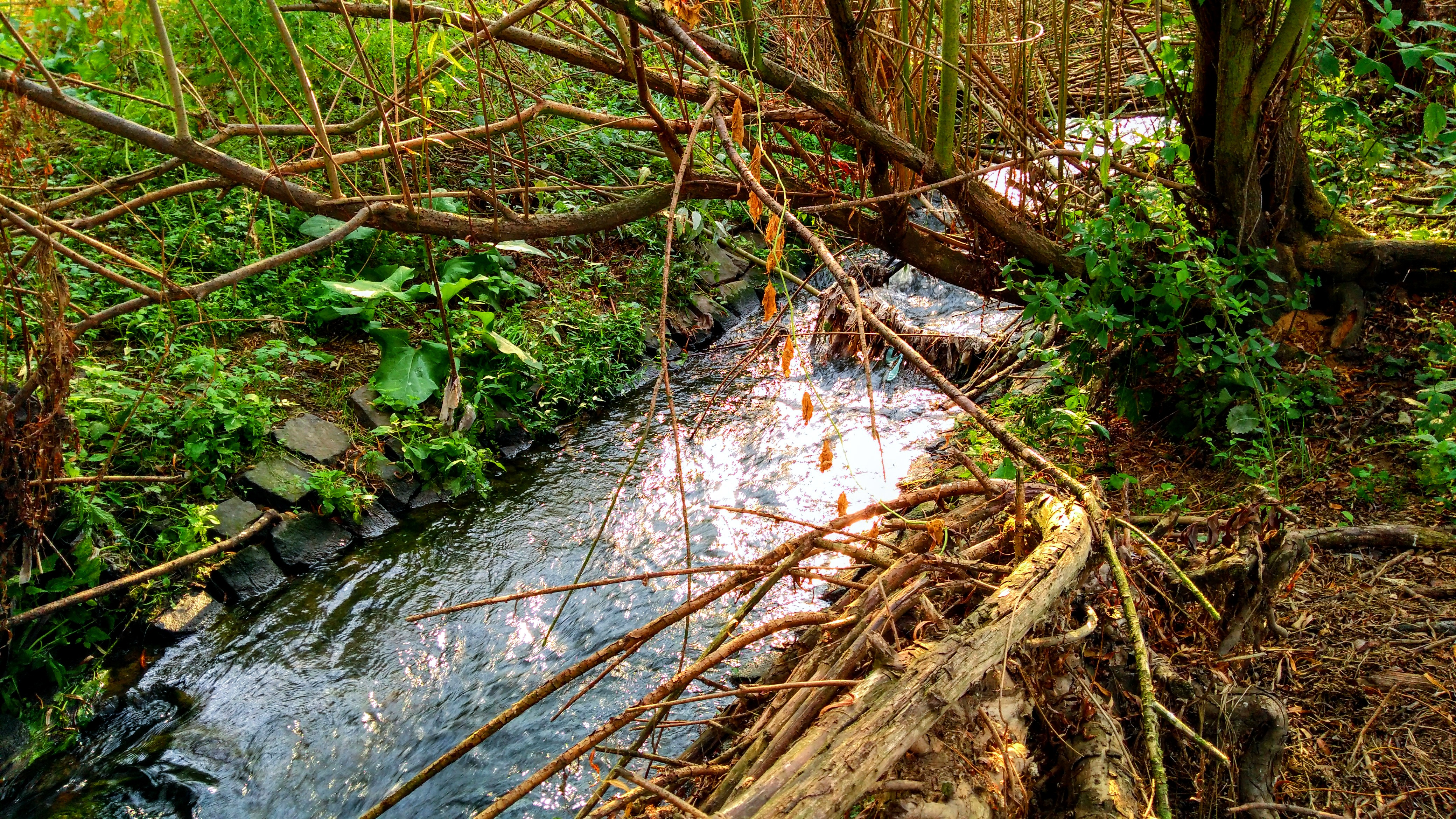
Koryto přečištěné vody.
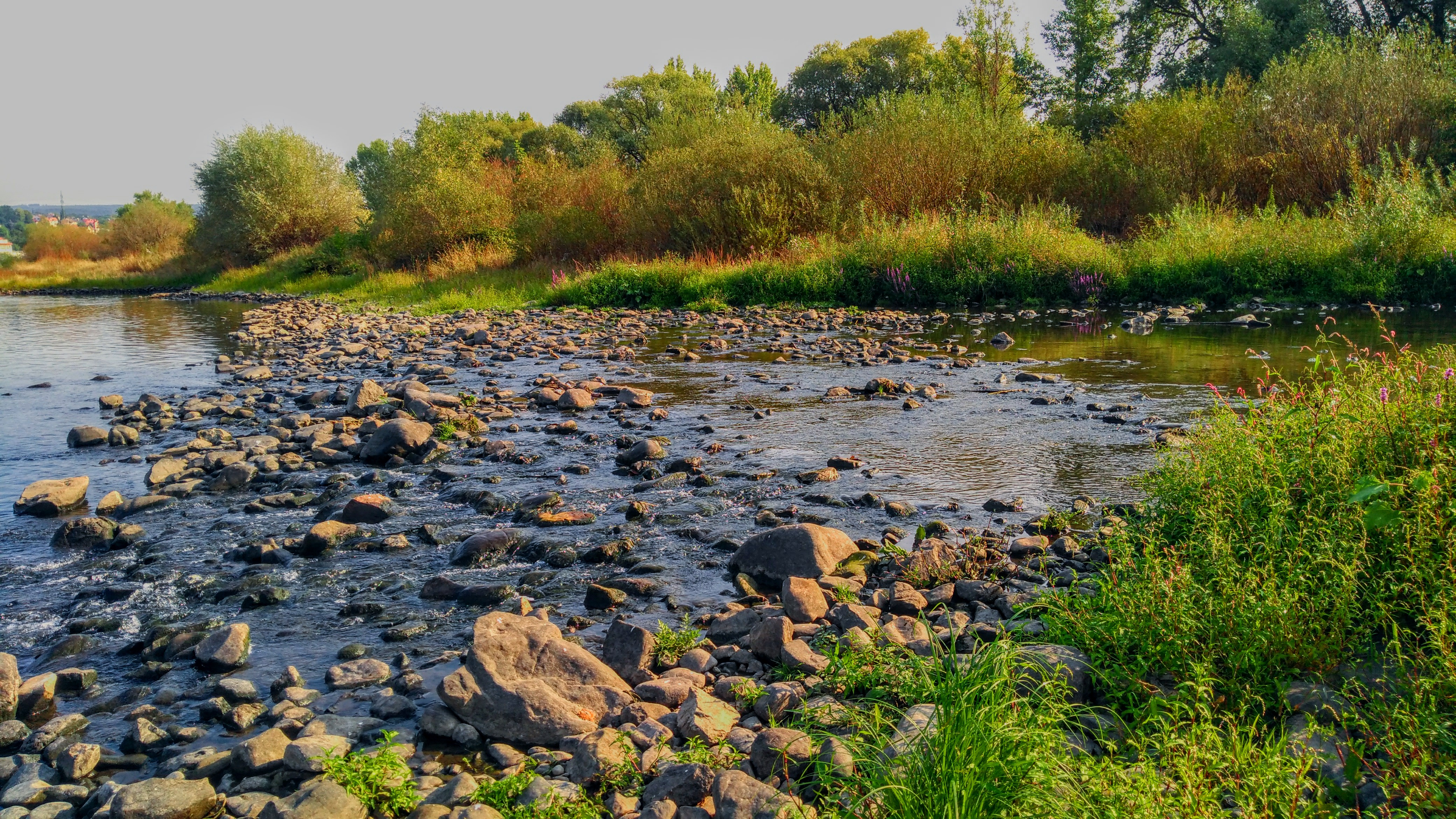
Ústí do Labe.